# 小羽贯众
小羽贯众（学名：Cyrtomium fortunei f. polypterum）为鳞毛蕨科贯众属贯众下的一个变型。

## 扩展阅读
- 維基物種上的相關：小羽贯众